# Криворізька районна електростанція
Криворізька районна електростанція (КРЕС) — історична електростанція у Кривому Розі.
Збудована на початку 20 століття. Стала до ладу у 1929 році. Будівництво станції здійснювалось відповідно до німецького проекту. Все основне обладнання для електростанції було куплено у фірми Allgemeine Elektricitats-Gesellschaft з Німеччини.
Районна електростанція Кривого Рогу була тепловою. Місце розташування — неподалік Катерининської залізниці, біля полотна Шмаково-Рокувата. Потужність Криворізької районної електростанції 20 тисяч кВт. Паливом для районної електростанції Кривого Рогу слугував антрацитовий штиб, який подрібнювали до пилеподібного стану і спалювали вдуваючи шляхом ежектування у ядро факела топки.
Будівництво КРЕС входило до плану ГОЕЛРО